# Europäische Schriftstellergemeinschaft COMES
Die Europäische Schriftstellergemeinschaft COMES war eine Vereinigung europäischer Schriftsteller.
Die Europäische Schriftstellergemeinschaft COMES wurde um 1960 als Vereinigung progressiver west- und osteuropäischen Schriftsteller gegründet, die sich auf der Basis des Antifaschismus um eine Verständigung aller fortschrittlichen europäischen Schriftsteller bemühte. 1970 hatte COMES etwa 1400 Mitglieder. Ihr Präsident war Giuseppe Ungaretti. Als Vertreter deutschsprachiger Autoren waren im Herbst 1965 Ingeborg Bachmann und Hans Magnus Enzensberger in den Vorstand gewählt worden.